# La Vedrenya
La Vedrenya és un llogaret del terme municipal d'Artesa de Segre, a la comarca la Noguera. El 2019 tenia 10 habitants. Situat pròxim a Montmagastre, pertanyia a l'antic municipi d'Anya.
Hi destaca l'església romànica de la Mare de Déu de la Vedrenya, esmentada des del 1035.